# Görög-Baktria uralkodóinak listája
Az alábbi lista Görög-Baktria uralkodóit tartalmazza.
| Portré          | Uralkodó                    | Uralkodott                    | Tartományok                                    | Megjegyzés  |
| --------------- | --------------------------- | ----------------------------- | ---------------------------------------------- | ----------- |
| Diodótosz-ház   |                             |                               |                                                |             |
|                 | I. Diodótosz                | Kr. e. 255 k. – Kr. e. 239 k. | Baktria, Szogdiana, Ferghana, Arakhoszia       |             |
| –               | II. Diodótosz               | Kr. e. 239 k. – Kr. e. 223 k. | Baktria, Szogdiana, Ferghana, Arakhoszia       |             |
| Euthüdémosz-ház |                             |                               |                                                |             |
|                 | I. Euthüdémosz              | Kr. e. 223 k. – Kr. e. 195 k. | Baktria, Szogdiana, Ferghana, Arakhoszia       |             |
|                 | I. Démétriosz               | Kr. e. 195 k. – Kr. e. 180 k. | Baktria, Szogdiana, Ferghana, Arakhoszia       |             |
| –               | II. Euthüdémosz             | Kr. e. 180 k. – Kr. e. 171 k. | Baktria                                        |             |
|                 | I. Antimakhosz THEOSZ       | Kr. e. 171 k. – Kr. e. 160 k. | Baktria                                        |             |
|                 | Pantaleon                   | Kr. e. 190 k. – Kr. e. 180 k. | Paropamiszadae, Arakhoszia, Gandhara, Pundzsab |             |
|                 | Agathoklész                 | Kr. e. 190 k. – Kr. e. 180 k. | Paropamiszadae, Arakhoszia, Gandhara, Pundzsab |             |
|                 | I. Apollodotusz             | Kr. e. 180 k. – Kr. e. 160 k. | Paropamiszadae, Arakhoszia, Gandhara, Pundzsab |             |
|                 | II. Antimakhosz NIKÉPHOROSZ | Kr. e. 160 k. – Kr. e. 155 k. | Paropamiszadae, Arakhoszia, Gandhara, Pundzsab |             |
|                 | II. Démétriosz              | Kr. e. 155 k. – Kr. e. 150 k. | Paropamiszadae, Arakhoszia, Gandhara, Pundzsab |             |
|                 | Menandrosz                  | Kr. e. 155 k. – Kr. e. 130 k. | Paropamiszadae, Arakhoszia, Gandhara, Pundzsab |             |
| Eukratidész-ház |                             |                               |                                                |             |
|                 | I. Eukratidész              | Kr. e. 170 k. – Kr. e. 145 k. | Baktria és Szogdiana                           |             |
|                 | Plato                       | Kr. e. 166 k.                 | Baktria és Szogdiana                           | Társkirály. |
| –               | II. Eukratidész             | Kr. e. 145 k. – Kr. e. 140 k. | Baktria és Szogdiana                           |             |
| –               | Helioklész                  | Kr. e. 145 k. – Kr. e. 130 k. | Baktria és Szogdiana                           |             |